# Steen Steensen Blicher
 Der er flere personer med dette navn, se Steen Steensen Blicher (flertydig).
Steen Steensen Blicher (født 11. oktober 1782 i faderens præstegård i Vium, død 26. marts 1848 i Spentrup) var en dansk præst og forfatter, søn af Niels Blicher. Han tog embedseksamen fra pastoralseminariet i 1809. Blicher virkede som præst i Thorning og i Spentrup, men er bedst kendt for sine digte, noveller og oversættelser af internationalt kendte værker. I hans levetid blev Stavnsbåndet ophævet og Folkeskolen indført, og han var fortaler for almuens ret til politisk indflydelse. Andre begivenheder i hans levetid var Statsbankerotten, englændernes bombardement af København og beslaglæggelse af den danske flåde og afståelsen af Norge til Sverige. Herefter fulgte en tid i bl.a. litteratur, kaldet Biedermeier, som skildrede idylliske begivenheder og hjemmeliv, noget som Blicher ikke tilsluttede sig eller skildrede.

## Biografi
Blicher voksede op som enebarn, fordi hans mange søskende døde kort efter fødslen. De mange spædbørns skæbne var stærkt medvirkende til, at Blichers mor udviklede en ”sindssygdom”.  Blicher voksede derfor op med en for tiden usædvanlig tæt kontakt med faderen, som også vakte hans interesse for naturen og jagt. 
Blicher blev undervist hjemme af sin far, og i 1799 fik han sin studentereksamen og påbegyndte herefter sine studier i København. I 1801 var han alvorligt syg, men i stedet for den ordinerede diæt og fuldkommen ro begyndte han ifølge sin selvbiografi fra 1846 at spise, drikke og motionere.  
I 1809 tog Blicher sin embedseksamen fra pastoralseminariet, hvorefter han holdt sin prøveprædiken i Regenskirken d. 3. Januar 1810. Efter samme år at have indgået et, skulle det vise sig, ulykkeligt ægteskab med Ernestine Juliane Blicher (født Berg) (1792 København - 1875 Randers) bosatte han sig i Randers. Hun medbragte en søn fra sit ægteskab med Blichers farbror, Peder Daniel Blicher. Hustruen var søster til Katrine Vilhelmine Berg (1788-1837), som var gift med Blichers bror Jens Blicher (1787-1835). I Randers underviste han en kort periode som adjunkt ved latinskolen, hvorefter han blev forpagter hos sin far i Randlev Præstegård. Hans hustru var enke og bragte en mindre formue med ind i ægteskabet, men statsbankerotten 1813 betød, at parret mistede det meste af opsparingen. Økonomiske problemer fik herefter Blicher til at søge embede som præst, men det var primært, fordi han understregede sin interesse for landbrugsdrift, at han i 1819 blev ansat ved Thorning og Lysgård Kirke.; Præstegårdens gamle landbrugslænger rummer i dag Blicheregnens Museum med en Blicher-udstilling bestående af førstetryk af en række af hans værker. Blicher forlod embedet i 1825, hvor han tiltrådte en noget bedre aflønnet stilling i Spentrup Sogn ved Randers.
Fra 1826 var Blicher involveret i et projekt, tidsskriftet Nordlyset, som imidlertid måtte indstilles i 1829 af økonomiske årsager. Nordlysperioden betegnes af en Blicher-ekspert som hans bedste periode som prosaist, i hvilken han finder sin formative egenart. 
Blicher var i 1827 overbevist om, at hans hustru var ham utro, og utroskab er derfor et ofte anvendt tema i hans noveller fra dette tidspunkt. I 1828 var han separeret fra sin hustru i et halvt år, men ægteskabet blev genoptaget. Det understreges i en biografi, at beskyldningerne mod hustruen var uberettigede. 
1830'erne betegnede hans kommercielle gennembrud som novelleforfatter, bl.a. med udgivelsen af Samlede Noveller, bd. 1-4, der udkom i 1832 og 1834. Hans politiske engagement i den nationale bevægelse og folkeoplysningen var baggrunden for, at han i 1839 var hovedmand bag det første Himmelbjergmøde. Efter interne uenigheder med de øvrige medlemmer af komitéen blev han nægtet adgang til disse fra 1844. Dette bekræftede ham i hans egen antagelse af, at han var miskendt, og han blev stadig mere trist i sindet i løbet af sine sidste leveår.   
Blichers helbredstilstand var svingende, og i 1837 havde han overvundet endnu en helbredsmæssig krise. Han blev efter kontroversen i Himmelbjergkomitéen gjort til genstand for skarp offentlig kritik og bl.a. latterliggjort i Corsaren. Dette kombineret med sygdom og bitterheden over at være isoleret fra ”det gode selskab” medførte et tiltagende forbrug af alkohol. Hans selvbiografi fra 1846 er imidlertid fyldt med selvironi og skarpe iagttagelser, som i nogen grad svækker den almindelige antagelse om hans nedtrykte tilstand.  Han havde altid foretrukket digtningen frem for præsteembedet, og efter gentagne klager over hans tjenesteforsømmelse blev Blicher i maj 1847 afskediget med pension. Han døde i præstegården i Spentrup i 1848, kort før hans retræteår udløb.  

### Børn
Peder Daniel Blicher (1811-65), Jens Frederik Blicher (1813-69), Christine Marie Blicher (1814-52), Christian Charles Blicher (1816-75), Malvina Steensdatter Blicher (1818-74), Niels Jørgen Blicher (1821-81), Francisco Blicher (1823-1902), Theodor Eberhardt Blicher (1826-99), Hans Gustav Blicher (1828-72), Christiane Marie Steensdatter Blicher (1832-73).

## Forfatterskab
Blicher oversatte i sin studietid den storladne skotske digtsamling Ossian og hans tidlige lyrik var stærkt inspireret heraf. En Blicher – ekspert bruger endog udtrykket "Ossian-epigon" om de tidlige digte. Senere udviklede han en mere personlig lyrisk stil, inspireret af hedelandskaberne, hvor han ofte gik på jagt. I 1820'erne koncentrerede han sig om sine fortællinger, der senere er blevet anerkendt som nogle af dansk litteraturs største noveller. Her udvikler han sin lyriske sprogtone til en særegen prosaform, som indrammer en ofte tragisk fortælling. Blandt hans noveller fremhæves ofte de "fire store" Brudstykker af en Landsbydegns Dagbog, Sildig Opvaagnen, Hosekræmmeren og Præsten i Vejlbye.
I disse noveller er der en intens stemning, som Blicher især skaber gennem fortællepositionen, og i de tre førstnævnte er handlingens klimaks en kvindelig hovedperson, som ud fra forskellige udgangspunkter gennemlever et drama, der er opstået på grund af denne kvindes insisteren på at skabe sit eget liv.

## Politisk engagement
Blicher var fortaler for en folkelig danskhed og almuens ret til politisk indflydelse. Hans mest indgående politiske skrifter udkom i Danmarks nuværende Tilstand (1828) og Min Tidsalder (1842). I det lille essay, politik plæderer han for en sammenhæng mellem almindelig værnepligt og politiske rettigheder, ligesom han er fortaler for et forsvarsforbund mellem de tre nordiske riger. Sammen med disse skrifter er også hans tale ved det første Himmelbjergmøde, som han betegnes som den egentlige initiativtager til.
Blichers oprindelige tanke med den første Himmelbjergfest i 1839 var at indføre en blanding mellem antikkens Hellas ”gymnastiske Væddelege”, en kulturel festival med digtoplæsning, malerkunst og visesang, og en patriotisk dansk sammenkomst. Festen havde 5-600 deltagere og startede ved solopgang. Man sang bl.a. Blichers ”Danmark! Fostermoder kjære” to gange. Blichers politiske standpunkter udviklede sig i 1840’erne yderligere i den nationale retning, og han engagerede sig i den slesvigske bevægelse og dens kamp for Hertugdømmet Slesvigs optagelse i kongeriget.

## Kanonisering
I 2006 blev Præsten i Vejlbye en del af kulturkanon bl.a. begrundet i, at ”stilen lyser af elegisk smerte og uhyggeligt fortættet drama, og fortællingen er svær at ryste af sig”:  Begrundelse: ”Blicher er ikke bare den første af den danske litteraturs store fortællere, han er en af de få tragiske digtere, den danske litteratur overhovedet har.” 
Da nobelprisvinderen Sigrid Undset debuterede, fik hun af sin mor Blichers Trækfuglene med ønsket om, at "du som forfatter altid må se op til Blicher som dit forbillede, være ubestikkelig ærlig som han, frygtløst se livet i øjnene, som det er, og sandfærdigt berette, hvad du ser".

## Kritik
I lyrikken og mange af Blichers fortællinger udgør det midtjyske hedelandskab som nævnt en melankolsk baggrund for fortællingen. Hans forhold til "sin elskede hede" var i 1835 udgangspunktet for, at J.N. Madvig karakteriserede størstedelen af novellerne som idylliske egnsfortællinger – en stilart, som senere blev betegnet som Biedermeier-traditionen. Madvig fremhævede også det jyske lune, der præger fortællingerne.  Han anser de af historierne, der beskæftiger sig med mindre idylliske temaer, for at være af ringere kvalitet.  I øvrigt var samtidens anmeldere generelt hårde i deres bedømmelse af Blicher; han var "det dårlige selskab".   Til gengæld var han populær blandt publikum, og 1. oplag af førsteudgaven af hans samlede værker fra 1832 blev hurtigt udsolgt. I en længere periode efter Blichers død blev hovedvægten hos kritikerne lagt på de biografiske træk i Blichers forfatterskab.   I 1904 udkom Jeppe Aakjærs tre-bindsværk med mere end 1.000 sider om Blicher, hvilket markerede en ændring i tolkningen af Blicher. Aakjær gendrev den biedermeierske læsning af Blicher. I stedet fremhævede han Blichers evne til at beskrive tragiske menneskeskæbner, med reference til Blichers eget tragiske livsforløb. Hans Brix anskuede derimod de dystre træk ved novellerne som udtryk for Blichers indsigt i den menneskelige natur og seksualitet.  Efter 1920, hvor Sigmund Freuds Det ubevidste blev oversat til dansk, fremhævede anmelderne i stigende grad det psykologiske element i novellerne.
Søren Baggesens disputats et det hidtil mest omfattende videnskabelige værk om Blicher. Han fastlægger først genren for de blicherske noveller, der betegnes som realistiske skæbnefortællinger, hvor personerne vikles ind i uundgåelige skæbnebestemte situationer. Analysen her bygger på den forståelse, at:
”Skæbnen er mønstret i det, vi mennesker kalder tilfældighed.” 
Blichers værker er derfor udtryk for en tragisk realisme. Hans bedste noveller handler om menneskelig ulykke, der er uden for den enkeltes kontrol. Baggesen påpeger også, som noget nyt i Blicher–fortolkningen, at mange af novellerne indeholder en fortælleposition, hvor den, der beretter begivenhederne, enten misforstår, fortrænger eller fortier væsentlige dele af begivenhedsforløbet.
”Men ved at lade denne mand være totalt uforstående over for forløbets egentlige betydning opnår forfatteren at tvinge læserens interesse delvis bort fra personerne og over på begivenhederne selv…” 
I løbet af fortællingen opstår der et særligt spændingsfelt, hvor læseren får mulighed for at undersøge tegn på, at fortælleren efterhånden erkender sin rolle. Den Blicherske novelle har således flere fortællelag; at læse den er, som at "skrælle et løg".

## Værker
- 1814 Første digtsamling Digte. Første Deel [23]
- 1817 Jyllandsrejse i seks Døgn. Udført og beskreven af S.S. Blicher og S.S. Barbeer i Nibe
- 1823 Jydske Røverhistorier
- 1823 Oldsagn paa Alheden. Brudstykke af et Brev
- 1824 Brudstykker af en Landsbydegns Dagbog
- 1824 Josepha
- 1824 Præsten i Thorning
- 1824 Nøddaaben
- 1827 Fruentimmerhaderen
- 1827 Kjærlighed i Syden
- 1827 Krybeskytten
- 1827 Gyldholm. En Middagsdrøm
- 1827 Røverstuen
- 1827 Urtepotten
- 1827 Stakkels Louis!
- 1827 Den sachsiske Bondekrig
- 1827 E Bindstouw. Fortællinger og Digte i jysdke Mundarter [24]
- 1828 Sildig Opvaagnen [25]
- 1828 Rodiserinden
- 1828 Eva
- 1828 Jordbærret
- 1828 Fiore og Fioretta
- 1828 Den døve Mand og den blinde Kone
- 1828 Den svenske Major
- 1828 Ak! hvor forandret!
- 1828 Fire Perioder
- 1828 Maria de Carmo
- 1828 Jøderne paa Hald
- 1829 Hosekræmmeren [26]
- 1829 Falddøren
- 1829 Præstehistorier
- 1829 Skibsjournal
- 1829 Præsten i Vejlby. En Kriminalhistorie [27]
- 1829 Kjeltringliv
- 1829 Telse. En Fortælling fra Ditmarskerkrigen
- 1829 Ebbe. Et Sagn fra Hidsherred
- 1829 De tre Klokker. En Fortælling fra Hidsherred
- 1829 Letacq
- 1829 Den Prøvende
- 1833 Himmelbjerget
- 1833 Eremitten ved Grenaa
- 1834 Hævnen. En Tildragelse fra Begyndelsen af det fjortende Aarhundrede
- 1834 Juleferierne. Af en gammel Skolemands Erindringer
- 1834 Leonora
- 1834 Eneboeren paa Bolbjerg
- 1836 Marie. En Erindring fra Vesterhavet
- 1836 Fjorten Dage i Jylland
- 1838 Trækfuglene (digtsamling)
- 1839 Maskeraden
- 1839 Landsbydoktoren
- 1839 Baglænds. Novelle af Peer Spillemand, Udgivet af St.St. Blicher
- 1839 Skytten paa Aunsberg
- 1839 Den jydske hvide Dame. Et Portræt, tegnet ad Mortuam
- 1840 Høstferierne (Af en gammel Skolemands Erindringer)
- 1840 Julianes Giftermaal. Novelle af Peer Spillemand. Gjennemseet, rettet og forbedret af St.St. Blicher
- 1841 novellesamlingen Tre Helligaftener. En jysk røverhistorie. Genudgivet og omskrevet i 1846 som De tre Helligaftener.
- 1841 Eneste Barn
- 1842 Vinhandleren og Herremanden
- 1842 Livø
- 1842 Kjæresterier i Vesterjylland. I Billedrække
- 1842 Kjærlighed paa Dagvognen. Meddelt af Peer Spillemand og udgivet af St.St. Blicher
- 1842 En Grevinde, en Krigsmand og en Natmand
- 1842 En jydsk Mordbrænderhistorie
- 1843 Firkløveret
- 1843 Rødstenen paa Fur
- 1843 Min syvogtyvende og sidste Kjærlighedshistorie. Fortalt af Peer Spillemand. Forsynet med Noter af hans Fætter
- 1843 Kniplerinden
- 1843 En jydsk Røverhistorie, med Mere, hvad dertil hører
- 1843 Kjærlighed i Pinen. Fortælling af Peer Spillemand. Verificeret af hans Fætter
- 1843 Ravnen
- 1843 To paa een Hest. Pøtisk Maleri af S.S. B. og P. Sp.
- 1844 Stodderkongen
- 1844 Guillaume de Martonnière
- 1844 Den hule Eg
- 1844 Le Petitmaítre d´École
- 1844 Et Eventyr paa Himmelbjerget
- 1844 Skinsyge. En virkelig Begivenhed
- 1845 Tulipanen
- 1845 En Herremand paa Jorden, en Degn i Himmelen og en Præstemand baade her og der
- 1845 De Udøbte
- 1845 Faawal Hammeløw
- 1845 Menneskelighed. Skizze i Dialoger
- 1845 Halv Spansk og halv Dansk
- 1845 Erindringer af St.St. Blichers Liv
- 1845 Til hvem der vil tilegne sig det
- 1846 Jyden han æ stærk å sej
- 1846 Bettefanden
- 1846 Lella Bohra og Lella Hradudja. Efter mundtlig Beretning af en Dansk
- 1846 Vaagekonen. En Hospitalskonversation
- 1846 Kjærlighed i Vildmosen I
- 1847 Kjærlighed i Vildmosen II
- 1847 Valbypigen. Fortalt af Peer Spillemand

- 1807-09 oversatte han Macphersons Ossiandigte og modtog megen anerkendelse herfor.
- Se sange af Blicher på Wikisource